# Погонич новогвінейський
Погонич новогвінейський (Rallicula forbesi) — вид журавлеподібних птахів родини Sarothruridae. Ендемік Нової Гвінеї. Вид названий на честь шотландського дослідника і ботаніка Генрі Форбса.

## Опис
Довжина птаха становить 20-25 см, самці важать 78-106 г, самиці 65-96 г. У самців верхня частина тіла переважно бура, крила темно-чорнувато-бурі, у представників підвиду R. f. forbesi темно-оливково-бурі, поцятковані білими плямками. Хвіст коричневий, поцяткований тонкими чорнуватими смугами. Нижня частина тіла бура, нижня частина живота і гузка темно-бурі або чорнуваті, поцятковані тонкими рудувато-коричневими смугами з чорними краями. Очі золотисто-карі, дзьоб темно-коричневий, лапи коричнювато-чорні. У самиць верхня частина тіла поцяткована помітними охристими плямками з чорними краями. У молодих птахів верхня частина тіла темно-коричнева, нижня частина тіла бура або сірувато-коричнева, поцяткована чорними смужками, дзьоб у них чорний з сірим кінчиком.

## Підвиди
Виділяють два підвиди:
- R. f. parva Pratt, 1982 — гори Адельберт[en] на північному сході острова;
- R. f. forbesi Sharpe, 1887 — гори Центрального хребта.

## Поширення і екологія
Новогвінейські погоничі живуть у вологих гірських тропічних лісах, на висоті від 1000 до 3000 м над рівнем моря. Зустрічаються поодинці, парами або невеликими зграйками, від 3 до 7 птахів. Живляться комахами та іншими дрібними безхребетними, а також насінням. Сезон розмноження триває в листопаді. В кладці від 4 до 5 білих яєць.